# Вісь

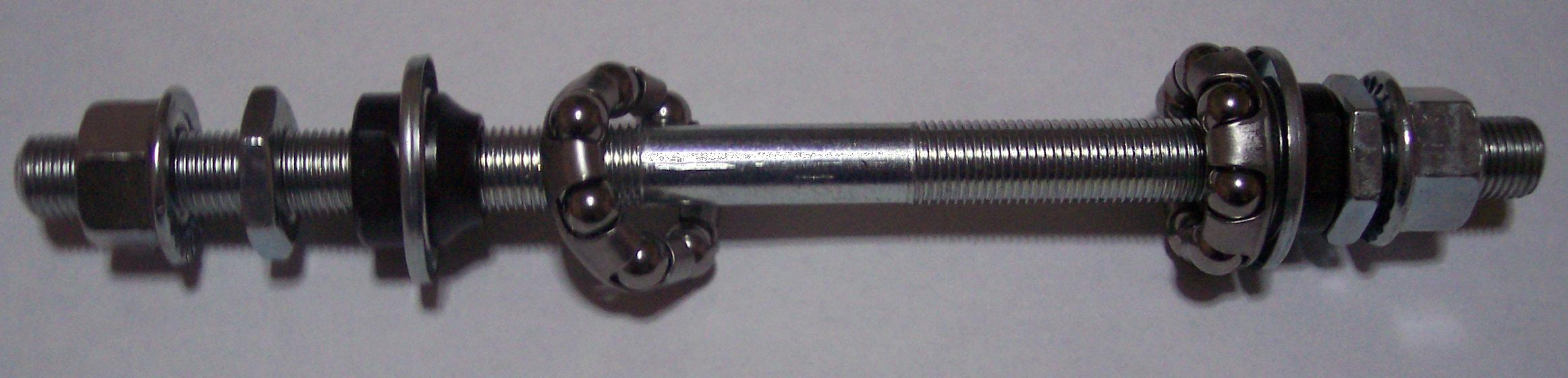
Вісь велосипедного колеса з прилеглими деталями: кульковальницями, біговими кільцями (із захисними ковпачками), контргайками (проти бігових кілець), гайками для закріплення в наконечнику пера вилки.

Вісь (прасл. *osь від пра-і.є. *aks-, звідки також і лат. axis, грец. ἄξων) — центральний стрижень для обертання колеса чи шестірні. На колісних транспортних засобах вісь може бути жорстко скріплена з колесами, обертаючись разом з ними, або жорстко приєднана до опори (корпусу), в цьому разі колеса обертаються навколо неї.
Зазвичай вісь має видовжену циліндричну форму, спирається на підпори і підтримує інші обертові частини або деталі машин. Вісь може бути обертова або нерухома служить для забезпечення обертового руху без передавання крутного моменту (на відміну від вала), наприклад, підтримання неприводних коліс. Для зменшення тертя при обертанні використовуються вальниці. На одній осі можуть розташовуватися кілька деталей, у цьому випадку вони називаються співвісними.

## Історія

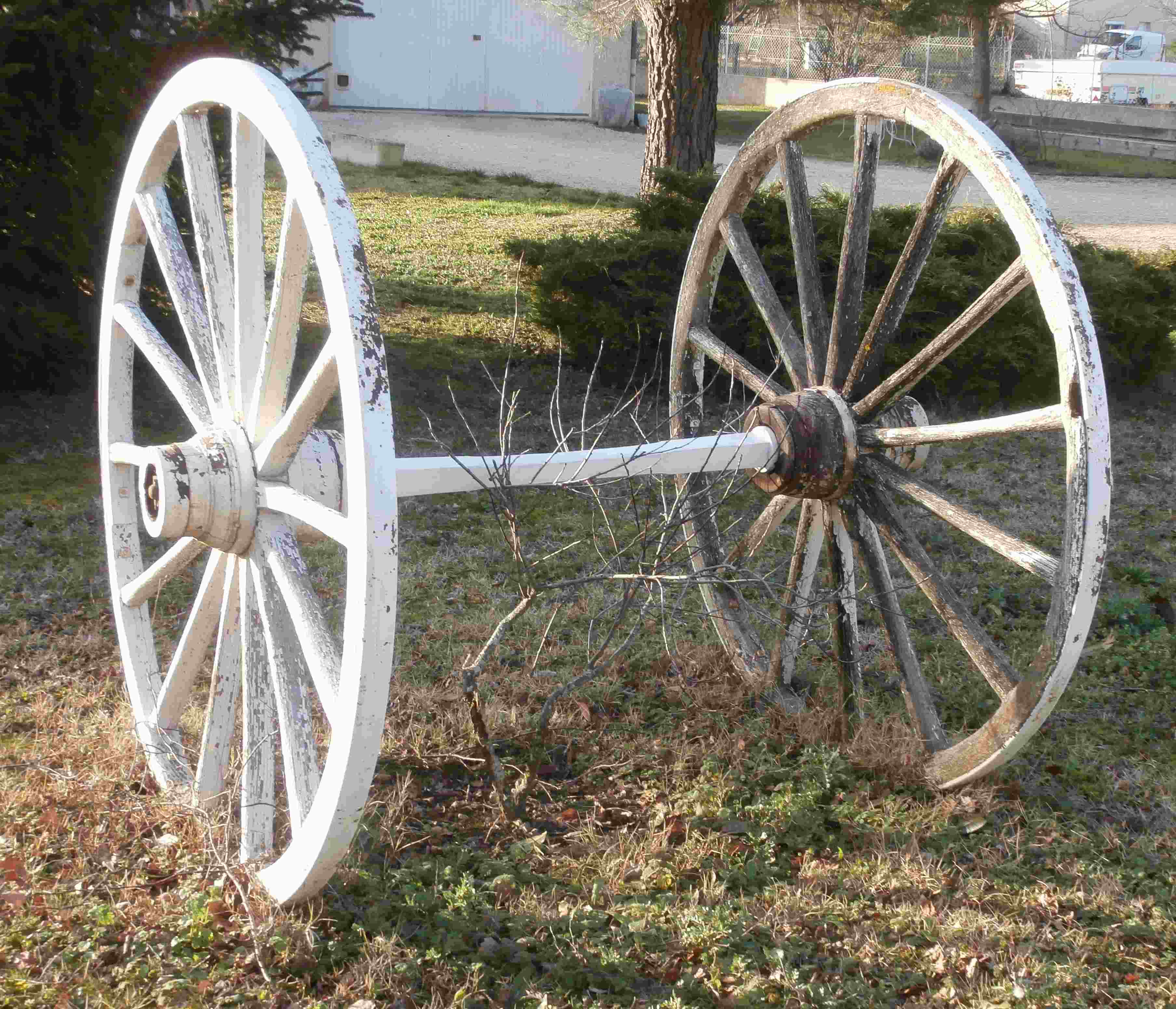
Чотиригранна вісь воза.

Вісь виникла водночас з появою перших колісних транспортних засобів. Тривалий час осі робилися з дерева, потім з'явилися сталеві. На гужових транспортних засобах осі робили зазвичай прямими, квадратного чи прямокутного перерізу в середній частині, у вигляді циліндра чи зрізаного конуса на кінцях. Для закріплення коліс кінці осей мали отвори, у які вставлялися чеки (загвіздки). Для поліпшення повороткості возів й екіпажів передню вісь робили поворотною: вона кріпилася на нижній частині переднього насаду, й поверталася на шворні відносно верхньої рухомої (так званого «коловорота»). На початок XX століття осі найкращих екіпажів стали залізними, колеса кріпилися до них гайками, причому напрямок різі збігався з напрямом руху екіпажа, щоб тертя колеса при обертанні нагвинчувало б гайку на вісь (для того щоб запобігти відгвинчуванню гайки при русі назад, її закріпляли болтом чи контргайкою).

## Застосування
Осі найчастіше за все виготовляють з хромомолібденової чи вуглецевої сталі. Виготовлені з хромомолібденової сталі осі більш стійкі до згинання і ламання, але вимагають спеціального обладнання для зварювання.

### Залізничний транспорт

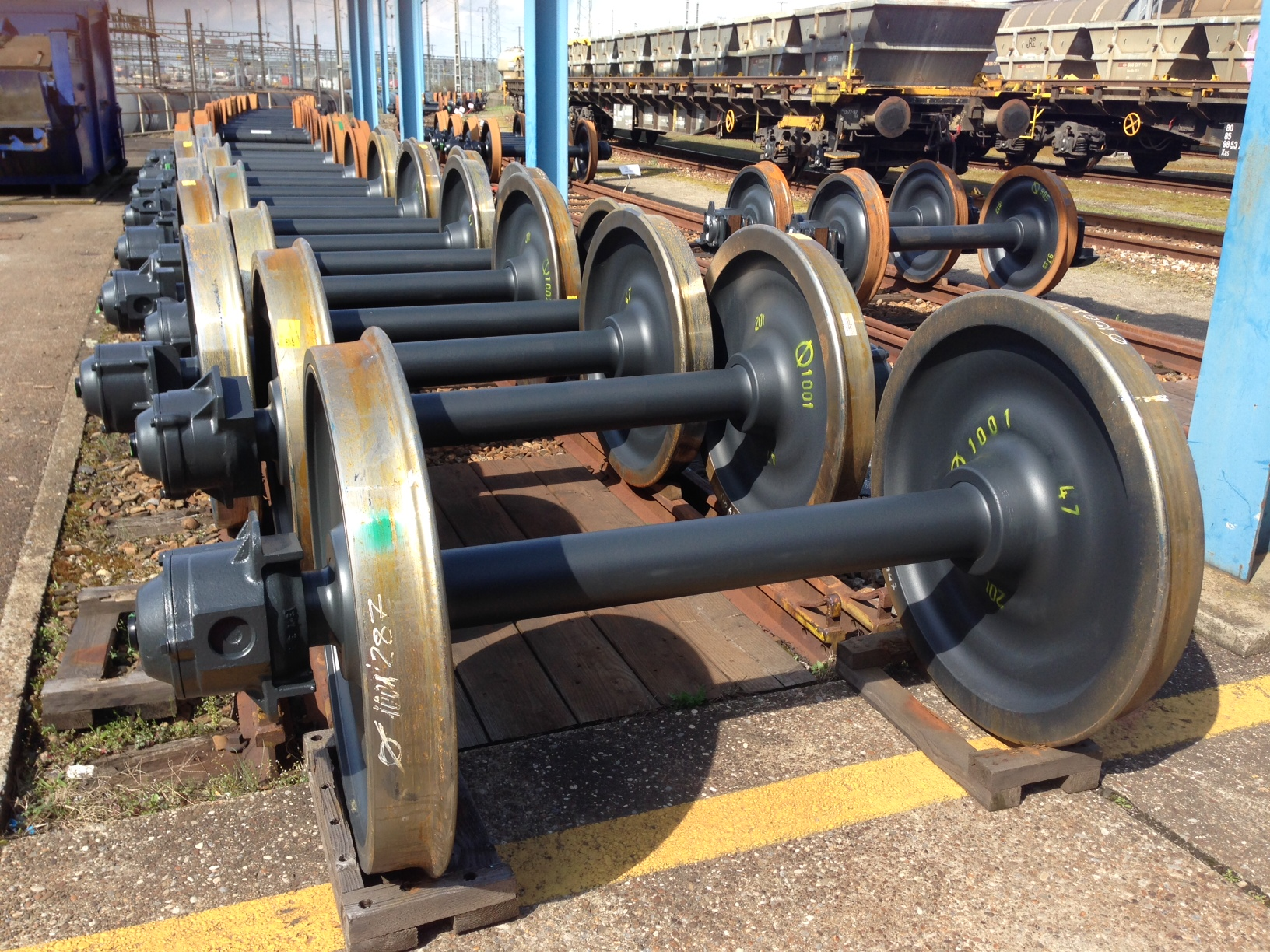
Колісні пари.

У залізничному транспорті сталева вісь жорстко з'єднується з колесами, утворюючи колісну пару. Передача вертикальних зусиль від корпусу локомотива на вісь колісної пари та динамічних зусиль від осі колісної пари на раму візка здійснюється через букси.

### Автомобільний транспорт

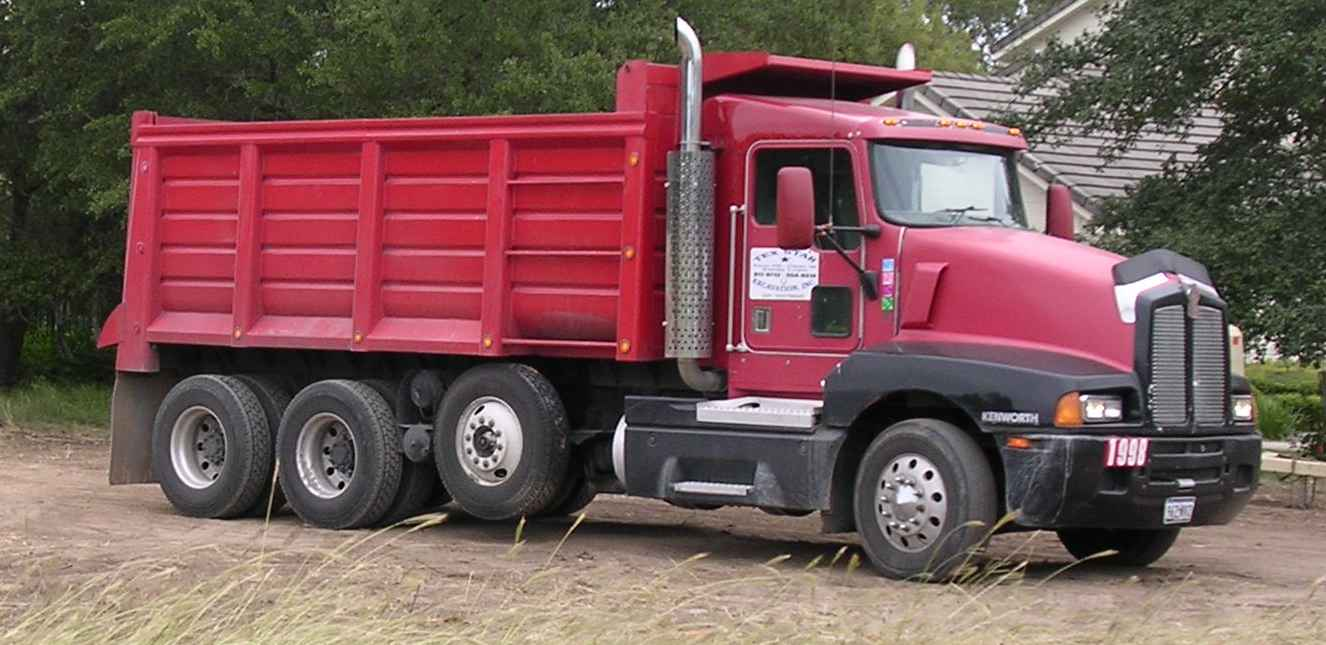
Вісь з пневматичним підйомом самоскида, в піднятому положенні.

На сучасних транспортних засобах часто використовуються півосі — осі, що йдуть від диференціала до кожного колеса. Вони є складовими мостів, що сполучають колеса однієї осі. Міст з приводом від двигуна називається ведучим мостом, залежно від його розташування розрізняють передньоприводні, задньоприводні й повноприводні автомобілі. На більшості сучасних передньоприводних автомобілів передній міст і трансмісія (коробка передач з диференціалом) об'єднані в одному вузлі, відомому під англійською назвою transaxle. На задньоприводних автомобілях привод на ведучий міст (який може містити суцільну вісь, але на сучасних автомобілях частіше використовуються півосі з диференціалом) йде через приводний вал.
Для підвищення вантажності на транспорті використовують тендерні осі — блоки з двох і більше осей. Звичайно вони розташовуються в задній частині транспортного засобу.
Деякі самоскиди й сідлові тягачі можуть мати піднімну вісь. Коли треба підвищити вантажність машини чи розподілити вагу на більше число коліс (наприклад, при переїзді через міст з обмеженням навантаження на вісь), вісь опускається. Коли нема потреби в додатковій опорі, вона підіймається: для збереження шин і самої осі від зношення та підвищення тяги на решті коліс. Піднімання осі також полегшує проходження поворотів завдяки зменшенню плеча обкату. У ряді ситуацій зняття навантаження з додаткової осі взагалі необхідно для здійснення повороту.

## Фізика
Навантаження (згинальний момент), що діє на вісь, прагне її зламати. Міцність обчислюється аналогічно міцності балки, покладеної кінцями на опори, що зазнає дії певним чином розташованого навантаження. На вал же, крім згинального момента, діє ще крутний момент.

## Термінологія
У технічній термінології власно «віссю» прийнято називати вісь неприводних, неведучих коліс. Щодо осі, яка передає крутний момент, вживається назва «вал». Варіантами осей є такі деталі, як пальці, шворні, шпинделі. У сільськогосподарських знаряддях, предметах побуту і ремісничих пристроях стрижні, що забезпечували обертання, називали «чопами» (у терлиці, п'їл), або «веретенами» (у гончарського круга, жорна, приводного колеса самопрядки, мотовила, шпуляра).